# Марко Пароло
Марко Пароло (італ. Marco Parolo, нар. 25 січня 1985, Галларате) — італійський футболіст, півзахисник національної збірної Італії.

## Клубна кар'єра
Народився 25 січня 1985 року в місті Галларате. Вихованець футбольної школи клубу «Комо». Дорослу футбольну кар'єру розпочав 2004 року в основній команді того ж клубу, в якій провів один сезон, взявши участь у 31 матчі чемпіонату. 
Згодом з 2005 по 2009 рік грав у складі команд нижчолігових клубів «Пістоєзе», «Фоліньйо» та «Верона».
Своєю грою за останню команду привернув увагу представників тренерського штабу клубу «Чезена», до складу якого приєднався 2009 року. Відіграв за чезенську команду наступні три сезони своєї ігрової кар'єри. Більшість часу, проведеного у складі «Чезени», був основним гравцем команди.
До складу клубу «Парма» приєднався 2012 року. За два сезони відіграв за пармську команду 72 матчі в національному чемпіонаті.
30 червня 2014 року за 4,5 мільйони перейшов до римського «Лаціо».

## Виступи за збірні
2004 року залучався до лав юнацької збірної Італії, проте в офіційних матчах цієї команди на поле не виходив.
29 березня 2011 року дебютував в офіційних матчах у складі національної збірної Італії, вийшовши на заміну наприкінці товариської гри «скуадри адзури» проти збірної України. Наразі провів у формі головної команди країни 11 матчів.
| Дата       | Місто   | Господарі | Результат | Гості      | Турнір             | Голи | Примітки |
| ---------- | ------- | --------- | --------- | ---------- | ------------------ | ---- | -------- |
| 29-03-2011 | Київ    | Україна   | 0 – 2     | Італія     | товариський матч   | -    | 88'      |
| 18-11-2013 | Лондон  | Нігерія   | 2 – 2     | Італія     | товариський матч   | -    | 53'      |
| 31-05-2014 | Лондон  | Ірландія  | 0 – 0     | Італія     | товариський матч   | -    | 37'      |
| 04-06-2014 | Перуджа | Італія    | 1 – 1     | Люксембург | товариський матч   | -    | 86'      |
| 14-06-2014 | Манаус  | Англія    | 1 – 2     | Італія     | ЧС 2014 - 1-й етап | -    | 79'      |
| 24-06-2014 | Натал   | Італія    | 0 – 1     | Уругвай    | ЧС 2014 - 1-й етап | -    | 46'      |
| 04-09-2014 | Барі    | Італія    | 2 – 0     | Нідерланди | товариський матч   | -    | 67'      |
| 18-11-2014 | Генуя   | Італія    | 1 – 0     | Албанія    | товариський матч   | -    |          |
| 31-03-2015 | Турин   | Італія    | 1 – 1     | Англія     | товариський матч   | -    |          |
| 12-06-2015 | Спліт   | Хорватія  | 1 – 1     | Італія     | Відбір до ЧЄ 2016  | -    | 53'      |
| 16-06-2015 | Каруж   | Італія    | 0 – 1     | Португалія | товариський матч   | -    | 76'      |
| Усього     |         | Матчів    | 11        |            | Голів              | 0    |          |

## Титули і досягнення
- Володар Суперкубка Італії (2):

«Лаціо»: 2017, 2019
- Володар Кубка Італії (1):

«Лаціо»: 2018-19